# CD 과달라하라 (스페인)
CD 과달라하라(Club Deportivo Guadalajara)는 스페인의 축구 클럽으로, 카스티야라만차 지방의 과달라하라를 연고지로 한다. 현재 세군다 페데라시온에 참가하고 있다.

## 선수 명단

### 현역
참고: FIFA 자격 규정에 따라 소속된 국가대표팀 국기를 표시합니다. 선수는 복수의 FIFA 비회원국 국적을 가지고 있을 수 있습니다.
| 번호 | 포지션 | 국적 | 이름 |
| ---- | ------ | ---- | ---- |

| 번호 | 포지션 | 국적 | 이름               |
| ---- | ------ | ---- | ------------------ |
| 17   | FW     |      | 알렉산더 이안 크렐 |